# 富山 (巴颜山)
富山是中國的清朝和元朝時曾使用過的山名，源出蒙古語中的“巴顏山”的意思。
根據《元一統志》所載富山在龍山縣南一百三十里，大致位於今天遼寧省葫蘆島市建昌縣。根據《清一統志》所載，富山位於平泉州屬喀喇沁右翼旗南一百七十里，大致位於內蒙古自治區赤峰市寧城縣。龍山縣的富山與平泉州的富山位置不相一致，大概是以“巴顏”為山名的例子並不唯一所導致。巴顏原為遼代的屬國與金代的部名，之後有巴顏氏以部為氏世居敖漢地方，即現在的內蒙古自治區赤峰市敖漢旗。